# Kissufim
Kissufim (hebreiska: כסופים) är en ort i Israel.   Den ligger i distriktet Södra distriktet, i den centrala delen av landet. Kissufim ligger 93 meter över havet och antalet invånare är 160.
Terrängen runt Kissufim är huvudsakligen platt. Kissufim ligger uppe på en höjd. Runt Kissufim är det ganska glesbefolkat, med 42 invånare per kvadratkilometer. Närmaste större samhälle är Netivot, 18,8 km öster om Kissufim. Trakten runt Kissufim består till största delen av jordbruksmark.